# Wszawica

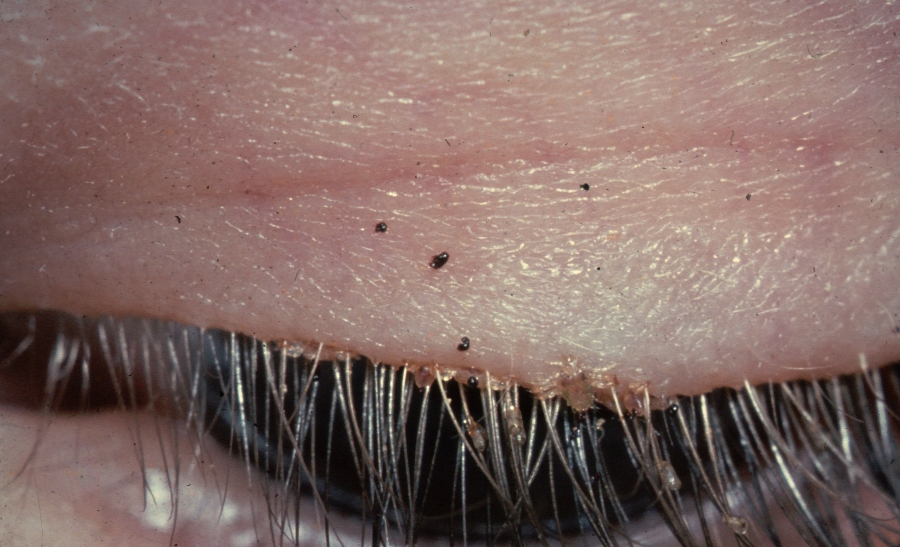
Wesz łonowa (Pthirus pubis) na rzęsach człowieka

Wszawica (łac. pediculosis) – choroba zwierząt (w tym człowieka), powodująca zmiany skórne wywołane przez stawonogi – wszy.

## Wszawica u ludzi
Wszawica u ludzi dzieli się na głowową (pediculosis capillitii), odzieżową (pediculosis vestimenti) – obie wywoływane przez nieco różniące się ekotypy wszy ludzkiej i łonową (pediculosis pubis s. phitirasi) – wywoływaną przez wesz łonową.

### Wszawica głowy
Wszawica głowowa (pediculosis capitis) jest to choroba pasożytnicza spowodowana zarażeniem się wszą ludzką. Wszy bytują na skórze owłosionej głowy. Choroba ta obecnie najczęściej występuje u przedszkolaków i młodzieży szkolnej, jak i również osób dorosłych. Do zakażenia dochodzi przede wszystkim w wyniku kontaktów głowa do głowy, rzadziej w wyniku używania wspólnych nakryć głowy, szczotek oraz grzebieni. W okresie wszawicy zazwyczaj występuje silny świąd skóry owłosionej części głowy, a wszy w czasie ruchu są widoczne gołym okiem. Składają jaja zwane gnidami. Wszawica powoduje także stany zapalne oraz owrzodzenia skóry głowy.
Skóra owłosiona jest pokryta małymi, swędzącymi, nakładającymi się w skupiska grudkami, które mogą występować również na karku i za uszami.

### Wszawica odzieżowa
Wszawica odzieżowa (pediculosis vestimenti) jest dolegliwością głównie osób nie przestrzegających zasad higieny, ludzi bezdomnych, alkoholików, a w normalnych warunkach występuje rzadko. Pojawia się w czasie klęsk żywiołowych i miejscach przeludnionych. Zarazić się można poprzez kontakt fizyczny z osobą już zarażoną lub przez nocleg w złych warunkach.
Wesz nie bytuje na skórze. Żyje i rozmnaża się w odzieży oraz pościeli. Żywi się krwią (człowiek jest dla niej jedynie źródłem pokarmu).
Objawami wszawicy odzieżowej jest intensywny świąd skóry, a także pojawienie się na niej grudek, przeczosów, rzadko może prowadzić do posocznicy. W następstwie drapania dochodzi do pogrubienia i łuszczenia skóry. Częste są brunatne przebarwienia skóry i wtórne zakażenia ropne.
Zmiany we wszawicy odzieżowej najczęściej są ulokowane w okolicach, gdzie ciało pozostaje w bezpośrednim kontakcie z odzieżą, czyli głównie na ramionach, szyi, klatce piersiowej oraz wokół pośladków.
Osoba zarażona najczęściej powraca do zdrowia po kąpieli i zmianie odzieży na czystą. Stare ubranie należy wyprać i osuszyć ciepłym powietrzem. Wskazane jest także zdezynfekowanie ubrania zasypką do odzieży.

### Wszawica łonowa

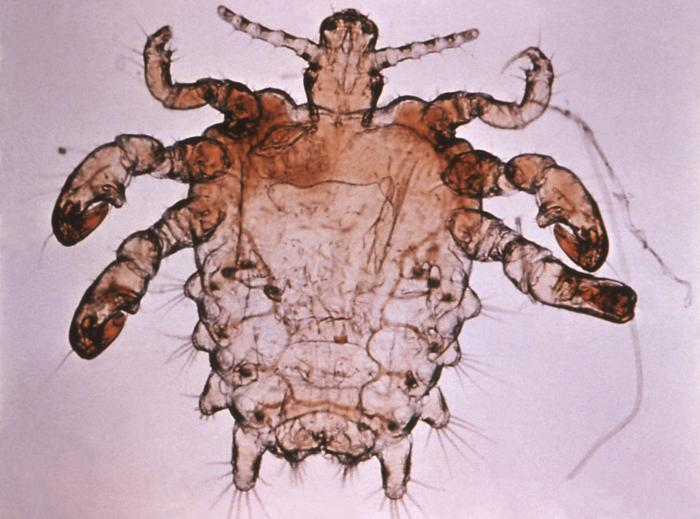
Wesz łonowa

Wszawica łonowa (pediculosis pubis) jest zazwyczaj przenoszona drogą płciową, lecz możliwe jest także zarażenie się poprzez noszenie odzieży osoby zainfekowanej.
Objawem głównym jest silny świąd wzgórka łonowego, a sama wesz i jej jaja są widoczne w okolicy łonowej, a także sino-fiołkowe lub szarawe plamy, powstające wskutek hemolizy erytrocytów w miejscu  ukłucia przez owady, tzw. plamy błękitne (maculae ceruleae). Wesz może rozprzestrzeniać się na inne części ciała, głównie kończyny dolne (bytować we włosach brzucha, ud, pach, brwi) i zająć może nawet rzęsy, lecz nigdy nie zasiedli skóry owłosionej głowy.

### Leczenie wszawicy u ludzi
Preparaty zwalczające wszawicę:
- zawierające permetrynę, np. w postaci szamponu, nakładanych na suche włosy na około 10 minut. Wg badań historycznie wysoka skuteczność spada w związku z wytworzeniem przez wszy oporności na neurotoksyny z tej grupy[1].
- zawierające oleje silikonowe (dimetikon lub cyklometikon) do wcierania w suche włosy; roztwór otacza szczelnie wszy i ich jaja uniemożliwiając im oddychanie, w wyniku czego giną. Do takich preparatów należą Hedrin, Nyda, Pipi Nitolic, Sora Lotion, Pedicul Hermal, Linicin, Parasidose, Paranit i inne.
- zawierające kwas octowy oraz alkoholowe wyciągi ziołowe np. nalewki z ostróżeczki (Delphinii consolidae tinct.) w preparacie Delacet lub nalewki piołunowo-wrotyczowej (Absinthi et Tanaceti herbae tinctura) w preparacie Artemisol.

Wyżej wymienione preparaty są w Polsce dostępne bez recepty. Skuteczne zwalczanie wszawicy wymaga przeglądu włosów lub kuracji profilaktycznej u wszystkich domowników i innych osób przebywających w kontakcie z osobą zarażoną. Wymagana jest również zmiana i pranie pościeli oraz innych przedmiotów mających kontakt z włosami osoby zarażonej. 
Do ludowych środków na wszawicę należały ocet, nafta oraz czarne mydła.

### Profilaktyka wszawicy głowy u ludzi
Do działań profilaktycznych minimalizujących ryzyko zarażenia należą:
- upinanie długich włosów na czas kontaktów z osobami potencjalnie zarażonymi (np. dzieci w szkołach lub przedszkolach);
- niepożyczanie pomiędzy sobą grzebieni, spinek, czapek, ozdób do włosów etc.;
- prowadzenie regularnych kontroli włosów (ze szczególnym uwzględnieniem miejsc za uszami i na karku);
- stosowanie preparatów profilaktycznych w postaci olejków zapachowych, w formie aerozoli lub gumek.

## Wszawica u pozostałych zwierząt

### Wszawica koni
Wszawica koni czasami nazywana jest hematopinozą, powodowana jest przez wesz końską (Haematopinus asini). Zarażenie odbywa się poprzez kontakt zwierząt chorych ze zwierzętami zdrowymi. Efektem zarażenia pasożytami jest świąd. Zwierzęta ocierają się o przeszkody, ogryzają się wzajemnie. Czasem zarażony koń może być niespokojny. Przy uogólnionej intensywnej wszawicy na włosach widać białawe gnidy. Skóra pokryta jest licznymi strupami, widoczne są urazy mechaniczne powstałe na skutek ocierania się i ogryzania. Konie tracą apetyt, a w następstwie tego postępuje wychudzenie ciała. Rozpoznanie wszawicy polega na stwierdzeniu obecności pasożytów i ich jaj.

### Wszawica bydła
Powodowana jest przez wesz bydlęcą (Haematopinus eurysternus).

### Wszawica świń
Powodowana jest przez wesz świńską (Haematopinus suis). Głównym objawem chorobowym jest świąd, szczególnie nasilający się nocą. Zwierzęta ocierają się o przeszkody oraz ogryzają.

### Rozpoznawanie wszawicy u zwierząt
Rozpoznanie wszawicy opiera się na stwierdzeniu obecności pasożytów na skórze zwierzęcia lub gnid wszy przyklejonych do włosów. Należy jednak pamiętać, że nie wyklucza to możliwości dodatkowego występowania świerzbu.

## Klasyfikacja ICD10
| kod ICD10     | nazwa choroby                                      |
| ------------- | -------------------------------------------------- |
| ICD-10: B85   | Wszawica                                           |
| ICD-10: B85.0 | Wszawica wywołana przez Pediculus humanus capitis  |
| ICD-10: B85.1 | Wszawica wywołana przez Pediculus humanus corporis |
| ICD-10: B85.2 | Wszawica, nie określona                            |
| ICD-10: B85.3 | Wszawica łonowa                                    |
| ICD-10: B85.4 | Mieszana wszawica                                  |